# O Semeador de Ideias
O Semeador de Ideias é um romance de autoria de Augusto Cury. É o terceiro e último livro da série best-seller O Vendedor de Sonhos.

## Enredo
Esse homem que vende sonhos e semeia ideias, é um grande e milionário empresário, que ao perder seus filhos e sua esposa em um acidente aéreo, larga todas as suas riquezas, e passa a morar nas ruas, discursando sobre diversos temas importantes da sociedade. Em um desses discursos, ele chama Deus para um debate, e a partir daí vira um semeador de ideias: “Em vez de prostrar diante de Deus, ele O chamou para um debate. E ninguém previa o que seria discutido. Depois desse episódio, ele deixou de ser um vendedor de sonhos e passou a ser um ousado semeador de ideias.” – pág. 22.
Por tudo o que faz e causa por onde passa, o semeador de ideias passa a ter discípulos, que o chamam de Mestre. Dois deles, Barnabé e Bartolomeu (nesse livro descobrimos a verdade sobre esses dois), fazem rir com suas simplicidades e jeitos, até mesmo quando está em pontos importantes da trama. “Barnabé, o discípulo que amava a boemia e se achava um grande político, daí seu apelido de prefeito [...] Bartolomeu, vulgo Boquinha, o outro alcoólatra hiperfalante, que se achava superinteligente [...]” – pág. 61.
A história é contada por Júlio Cesar, um professor universitário que foi ajudado pelo antigo vendedor de sonhos, no primeiro livro da série, e este passa a ser um grande amigo do mestre.
Os outros livros da série são: O Vendedor de Sonhos: O Chamado e O Vendedor de Sonhos e a Revolução dos Anônimos. Um poderoso homem sofre perdas irreparáveis e torna-se um colecionador de lágrimas. Despedaçado, sai em busca dos porões da sua mente e da sociedade dos seus sonhos. “Não é possível”, pensei. Em vez de se prostrar diante de Deus, ele O chamou para um debate. E ninguém previa o que seria discutido. Depois desse episódio, ele deixou de ser um vendedor de sonhos e passou a ser um ousado semeador de idéias. E nós, após presenciar seu “debate”, nunca mais seríamos os mesmos. Não apenas os que o seguíamos ficamos perplexos, como também uma multidão que se aglomerou ao redor dele, emudecida